# Goodia ansorgei
Goodia ansorgei är en fjärilsart som beskrevs av Kirby 1896. Goodia ansorgei ingår i släktet Goodia och familjen påfågelsspinnare. Inga underarter finns listade i Catalogue of Life.